# 鎌田勝美
鎌田 勝美（かまた かつみ、1943年9月24日 - ）は、秋田県出身のラグビー選手。ポジションはロック(LO)。177cm、80kg。

## 経歴
1962年金足農業高校から法政大学へと進学。
1964年度(大学3年時)に第1回全国大学選手権決勝で早稲田大学を破り優勝、続く第2回日本選手権では八幡製鉄に敗れ準優勝。
1965年度(大学4年時)に第2回全国大学選手権決勝で早稲田大に敗れ準優勝。またその後の第20回全日本学生東西対抗でも東軍で出場、同年度の全日本学生ベストフィフティーンに右ロックで選出、3月に第16回朝日招待ラグビーに全日本学生チームとして全九州と対戦。
1966年近鉄に入社。同年度関西社会人Aリーグ優勝。第19回全国社会人大会決勝でトヨタ自工を15-3で破り優勝。第4回日本選手権で早稲田大を27-11で破り優勝。同年度全日本ベストフィフティーンに選出される。
1967年度関西社会人Aリーグ優勝。第20回全国社会人大会決勝でトヨタ自工を6-5で破り優勝。第5回日本選手権で母校である法政大と対戦し27-14で法政大を破り優勝。同年度の全日本ベストフィフティーンに選出される。
1968年度関西社会人Aリーグ優勝。第21回全国社会人大会準決勝で八幡製鐵に9-18で破れベスト4。
1969年度関西社会人Aリーグ第4位。第22回全国社会人大会決勝でトヨタ自工を17-8で破り優勝。
同年度の全日本ベストフィフティーン、全関西ベストフィフティーンに選出される。
1969年度シーズンを最後に現役引退。
その後、母校である金足農高の指導を行ったこともある。

## 代表
1966年5月、天理で行われた日本選手強化合宿に招集される。
1967年3月12日、花園で行われたニュージーランド大学選抜戦で日本代表初キャップとなる。
1968年5月の日本代表のニュージーランド・豪州遠征に参加。
1970年1月、タイ・バンコクで行われた第2回アジア選手権に参加。日本代表は優勝。
1970年3月、ニュージーランド大学選抜および全カナダが来日して行われた三国対抗戦に出場。またこの際に親善試合として行われた全法政大対ニュージーランド大学選抜戦にも法政大ОBとして出場。
総キャップ数は5。
| スタブアイコン | サブスタブ | この項目は、まだ閲覧者の調べものの参照としては役立たない、スポーツ関係者に関連した書きかけの項目です。この項目を加筆・訂正などしてくださる協力者を求めています（P:スポーツ/PJ:スポーツ人物伝）。 |